# La machine s’arrête

La machine s’arrête (titre original : The Machine Stops) est une nouvelle d'anticipation publiée en novembre 1909 par Edward Morgan Forster.

## Résumé
La nouvelle décrit un futur technologique dans lequel les êtres humains vivent servis par - ou sous l'emprise de - « La Machine », dans le sous-sol terrestre.
Celle-ci pourvoit à tous leurs besoins dans leur appartement-cellule, qu'ils n'éprouvent guère le besoin de quitter : le monde étant pareil partout, à quoi pourrait-il servir de voyager ? Les réseaux de transport souterrain ou aérien fonctionnent cependant, de manière locale comme intercontinentale, mais ne sont que peu utilisés. Les télécommunications visuelles fonctionnant très bien, les humains ne se rencontrent physiquement que fort peu.
À travers une histoire de fils souhaitant parler à sa mère sans intermédiaire technologique de ce qu'il a découvert au fil du temps, l'auteur interroge quelques-uns des thèmes essentiels des études des sciences et technologies contemporaines. Quelques menus inconvénients qui se sont cumulés au fil du temps suggèrent que la machine ne fonctionne plus aussi bien qu'autrefois et personne ne sait vraiment comment y remédier. La fin sera apocalyptique.

## Édition en français
- La machine s'arrête, 5 juin 2014, trad. Laurie Duhamel, éditions Le Pas de Côté, 112 p.  (ISBN 979-1092605051)
- La machine s'arrête, 10 septembre 2020, trad. Laurie Duhamel, éditions L'Échappée, 112 p.  (ISBN 978-2373090765)

## Adaptation
- The Machine Stops, épisode 1 de la saison 2 de la série Out of the Unknown (en), réalisé par Philip Saville et diffusé le 6 octobre 1966 sur la chaîne britannique BBC Two, avec dans les rôles principaux Yvonne Mitchell et Michael Gothard.